# Leptoperla uptoni
Leptoperla uptoni is een steenvlieg uit de familie Gripopterygidae. De wetenschappelijke naam van de soort is voor het eerst geldig gepubliceerd in 1981 door Theischinger.